# فهرست چیزهایی که به افتخار آگوستین لویی کوشی نام‌گذاری شده‌است
این صفحه فهرست چیزهایی است که به افتخار دانشمند سده نوزدهم فرانسوی آگوستین لویی کوشی نامگذاری شده‌اند:
- آزمون همگرایی کوشی
- کوشی (دهانه)
- دترمینان کوشی
- توزیع کوشی
- معادله کوشی
- معادله کوشی-اولر
- معادله تابعک کوشی
- لم برنساید-کوشی
- افق کوشی
- فرمول انتگرال کوشی
- قضیه انتگرال کوشی
- ماتریس کوشی
- معادله تکانه کوشی
- عدد کوشی
- مقدار اصلی کوشی
- مسئله کوشی
- ضرب کوشی
- معادلات کوشی-ریمان
- نابرابری کوشی–شوارتز
- دنباله کوشی
- سطح کوشی
- قضیه مقدار میانگین
- تانسور تنش کشی
- نظریه کوشی (هندسه)
- نظریه کوشی (نظریه گروه‌ها)